# François Cheng
François Cheng (în chineză: 抱, «Care îmbrățișază unitatea», Chéng Bàoyī în transcriere fonetică pinyin); n. 30 august 1929, Nanchang⁠(d), Republica Chineză) este un scriitor, poet și caligraf chinez naturalizat în Franța în anul 1971.

## Biografie
S-a născut într-o familie de cărturari și după ce a făcut studii la Universitatea din Nankin, François Cheng vine la Paris împreună cu părinții săi în 1948, când tatăl său obține un post la Unesco. În 1949 familia sa emigrează în Statele Unite din cauza războiului civil din China, însă el decide să rămână definitiv în Franța, motivat fiind de pasiunea sa pentru cultura franceză. Se consacră studiului limbii și literaturii franceze, trăind în sărăcie și solitudine, înainte de a începe o carieră universitară, la Școala de limbi orientale (Inalco). Începe de asemenea să traducă în chineză poeme franceze și apoi poeme chineze în franceză.
Mai întâi publică poezie chinezească în Taiwan și în Hong Kong. Foarte târziu (în 1977) începe să scrie în franceză despre gândirea, pictura și estetica chineze și de asemenea opere poetice. Considerând că a acumulat suficientă experiență, se apucă să scrie romane. Publică de asemenea un album cu propriile caligrafii.
Din anul 2008 este membru al comitetului de onoare al Fundației Chirac care a fost creată cu scopul de a acționa în favoarea păcii în lume. Este de asemenea membru de onoare al Observatorului patrimoniului religios (OPR), o asociație din care fac parte mai multe confesiuni și care are scopul de a păstra și răspândi patrimoniul cultural francez.
Este tatăl sinologei Anne Cheng.

## Onoruri și distincții
În anul 2000 primește premiul Roger Caillois pentru eseurile sale și pentru culegerea de poeme Double Chant. În 2001, François Cheng primește Marele Premiu al francofoniei al Academiei franceze. Pe 13 iunie 2002 devine membru al Academiei franceze; primul asiatic ales, el este al douăzecilea membru care ocupă fotoliul numărul 34. Este membru al Înaltului Consiliu al Francofoniei.
Pe 1 ianuarie 2009 a fost promovat ofițer al Legiunii de onoare.

## Lucrări
- Analyse formelle de l'œuvre poétique d'un auteur des Tang: Zhang Ruoxu (1970)
- Le Pousse-pousse, (tłumaczenie Lao She, 1973)
- L'Écriture poétique chinoise (1977)
- Vide et plein: le langage pictural chinois (1979)
- L'espace du rêve: mille ans de peinture chinoise (1980)
- Sept poètes français (1983)
- Henri Michaux, sa vie, son œuvre (1984)
- Chu Ta : le génie du trait (1986)
- Some Reflections on Chinese Poetic Language and its Relation to Chinese Cosmology dans The Vitality of the Lyric Voice (1986)
- The Reciprocity of Subject and Object in Chinese Poetic Language dans Poetics East and West (1988)
- De l'arbre et du rocher (1989)
- Entre source et nuage, Voix de poètes dans la Chine d'hier et d'aujourd'hui (1990)
- Saisons à vie (1993)
- Trente-six poèmes d'amour (1997)
- Quand les pierres font signe (Fabienne Verdier, 1997)
- Le Dit de Tyanyi (1998, Prix Femina)
- Shitao : la saveur du monde (1998, Prix André Malraux)
- Cantos toscans (1999)
- D'où jaillit le chant (2000)
- Double chant (2000, Prix Roger Caillois)
- Et le souffle devient signe (2001)
- Qui dira notre nuit (2001)
- L'éternité n'est pas de trop, Albin Michel, (2002)
- Le Dialogue, Une passion pour la langue française, Desclée de Brouwer, (2002)
- Le Long d'un amour, Arfuyen, (2003)
- Le Livre du vide médian, Albin Michel, (2004)
- Que nos instants soient d'accueil, (Francis Herth, 2005)
- À l'orient de tout, Gallimard, (2005)
- Cinq méditations sur la beauté, Albin Michel, (2006)